# 22939 Handlin
22939 Handlin (1999 TU173) là một tiểu hành tinh vành đai chính được phát hiện ngày 10 tháng 10 năm 1999 bởi Nhóm nghiên cứu tiểu hành tinh gần Trái Đất phòng thí nghiệm Lincoln ở Socorro.